# Miroslav Stupar
Miroslav Ivanovič Stupar (in russo Мирослав Иванович Ступар?, in ucraino Мирослав Іванович Ступар? Myroslav Ivanovyč Stupar; Ivano-Frankivs'k, 27 agosto 1941) è un ex arbitro di calcio sovietico.

## Carriera
Internazionale dal 1977, venne convocato per dirigere nel Campionato mondiale di calcio 1982.
L'episodio per cui passerà alla storia riguarda l'annullamento di una rete durante l'unico incontro arbitrato nel torneo, ovvero Francia-Kuwait: mentre i transalpini stavano conducendo per 3-1, al termine di un'azione d'attacco Alain Giresse insacca ancora, per la quarta volta, la porta kuwaitiana. A questo punto il presidente della Federazione del piccolo emirato, lo sceicco Al Sabah, scese in campo dalla piccola tribuna dello stadio di Valladolid e intimò ai suoi giocatori di non continuare il gioco, sostenendo che un fischio partito dagli spalti avrebbe ingannato i suoi giocatori, lasciando campo libero a Giresse. L'arbitro sovietico, incredibilmente, tornò sui suoi passi e revocò la rete appena realizzata.
La partita si sarebbe comunque conclusa sul punteggio di 4-1. Stupar sarebbe poi stato sospeso dal torneo, e la sua carriera internazionale ebbe un declino repentino.
Il Times ha inserito il gesto di Al-Sabah (e la decisione di Stupar) in nona posizione nella classifica delle dieci vergogne nella storia dei mondiali.